# Marie Angliviel de la Beaumelle
Marie Brandolini d'Adda di Valmareno (Angliviel de la Beaumelle; Neuilly-sur-Seine, 17 aprile 1963 – 30 maggio 2013) è stata una designer italiana/francese  del vetro.

## Biografia

### Infanzia e origini familiari
Marie Angliviel de la Beaumelle è nata il 7 aprile 1963 a Neuilly-sur-Seine, Hauts-de-Seine. Era figlia di Armand Angliviel de la Beaumelle, membro di un’importante famiglia dell’alta borghesia della provincia del Languedoc, e della Baronessa Béatrice Juliette Ruth de Rothschild, una componente della famiglia aristocratica dei Rothschild . Il nonno materno era il Barone Alain de Rothschild, mentre il padre era legato da una parentela con Laurent Angliviel de la Beaumelle. Dopo la morte del padre, sua madre si risposò nel 1981 con Pierre Rosenberg.

### Gli anni della maturità e la fondazione di Laguna~B
Nel novembre del 1987 sposò a Parigi Brandino Brandolini d’Adda, figlio del Conte di Valmareno Brandolino Brandolini d'Adda e di Cristiana Agnelli. La coppia ha avuto tre figli. Nel corso della sua vita, Angliviel de la Beaumelle è stata una designer contemporanea del vetro a Venezia e ha fondato nel 1994 Laguna~B. È stata anche Presidente dell’Alliance Française di Venezia, associazione che promuove la cultura francese in Italia, e Patron del Museo del Vetro di Murano e della Fondazione Musei Civici di Venezia. Sui media è spesso intervenuta per illustrare l’arte della creazione del vetro.

### Morte
È morta il 30 maggio del 2013 e i funerali si sono tenuti presso la Chiesa della Trasfigurazione di Gesù a Vistorta. Dopo la morte, il Sindaco di Venezia Giorgio Orsoni ha posto le sue condoglianze alla famiglia Brandolini d’Adda e ha parlato di lei come di “un’amica di Venezia, un’animatrice instancabile della vita culturale e artistica della Laguna” . Alla guida di Laguna~B le è succeduto il figlio.